# Rollin' Days
《Rollin' Days》為日本歌手Superfly於2011年5月18日發行的數位單曲。

## 解說
- 本數位單曲《Alright!!》以來第2首。
- 搭載富士電視台連續劇BOSS第2季主題曲，第1季為〈The Best of My Life〉。

## 收錄曲
1. Rollin' Days
作詞：越智志帆、作曲：多保孝一、編曲：蔦谷好位置
  - 富士電視台連續劇BOSS第2季主題歌
  - 發行前於YouTube公開其音樂錄影帶。
  - 2011年5月20日播出的《Music Station》，首次在電視發表此曲。